# Liman

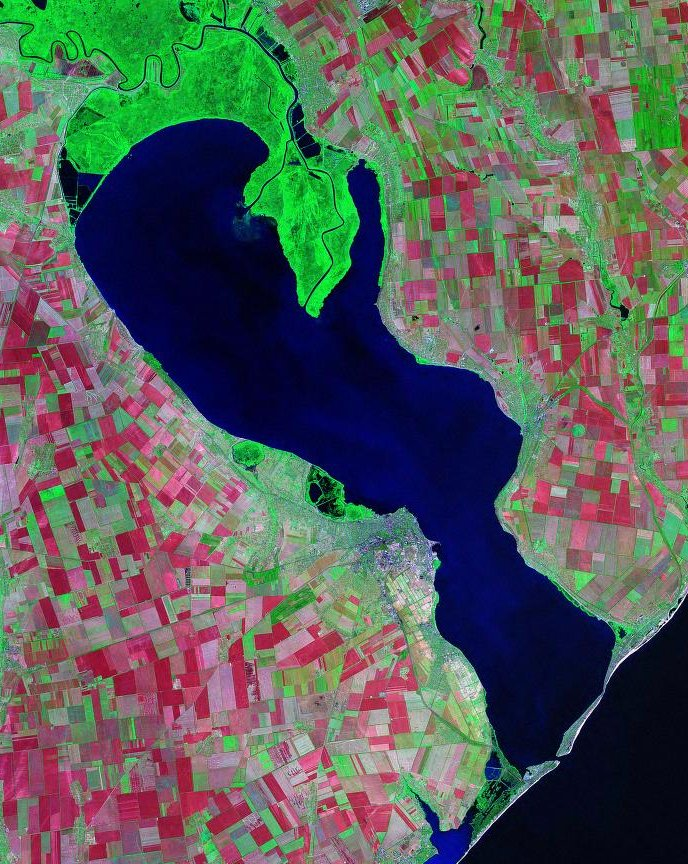
Der Liman des Flusses Dnister am Schwarzen Meer (Ukraine); im Norden (auf der Karte oben) das Flussdelta, im Südosten (rechts unten) die Dnister-Passage.

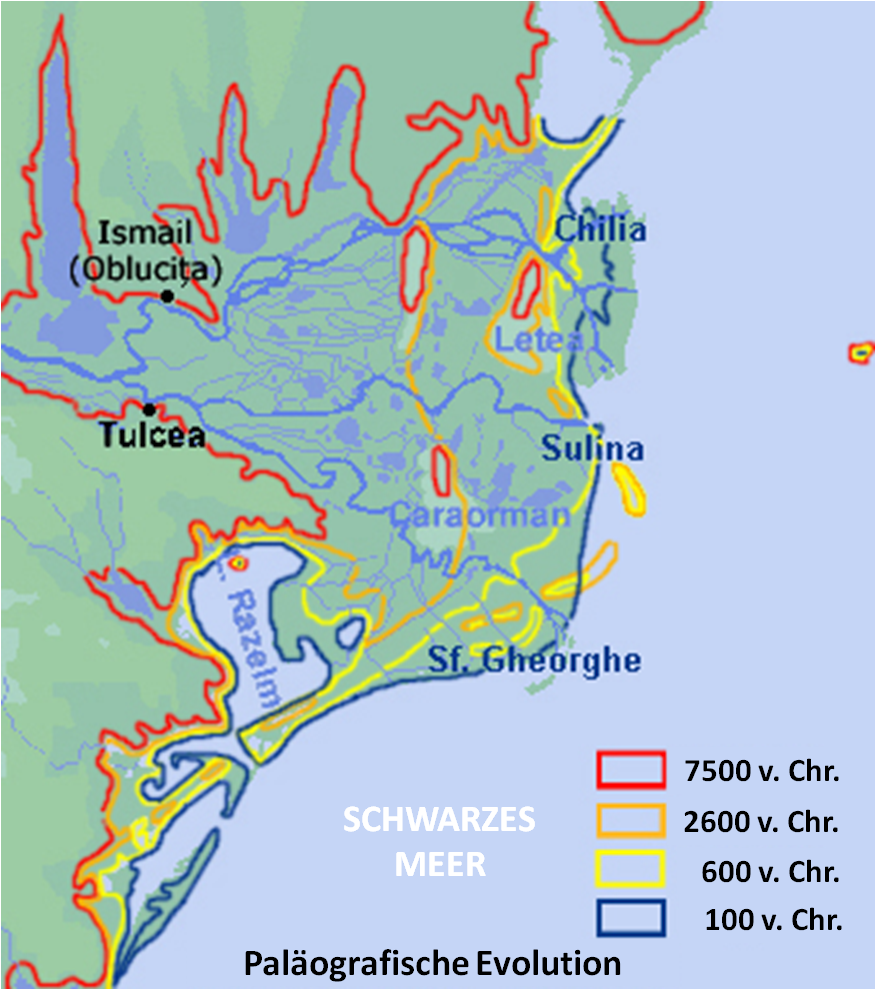
Die paläografische Evolution des Donaudeltas: 7500 Jahre v. Chr. entstand der Jalpuhsee (auf der Karte oben links) als Ria, danach trennte ihn die Donau vom offenen Meer ab.

Ein Liman (von  mittelgriechisch λιμένας Hafen, Bucht; vgl. auch russisch oder  ukrainisch Лиман und türkisch liman) ist ein lagunenartiger Strandsee an der Küste des Schwarzen Meeres oder des Kaspischen Meeres.
Diese typischen Mündungsgebiete entstanden durch einen nacheiszeitlichen Anstieg des Meeresspiegels und führten zur Überflutung von Tälern. Durch die Entwicklung von Nehrungen wurden Limane auch in weiten Teilen vom Meer abgeschnitten. Die vom Meer überfluteten Täler verlaufen bei Limanen stets senkrecht zur Küstenlinie.
Limane sehen Lagunen oder auch dem Haff oft ähnlich, weil die Küstenlinie als Nehrung ausgebildet ist. Sie beinhalten jedoch ursprünglich kein Brackwasser. Dringt ein Meer in ein flach eingeschnittenes Talsystem eines Flusses ein, so entsteht eine Limanküste. Tier- und Pflanzenwelt unterscheiden sich also von der des Haffs.
Die Limanbewässerung (auch Schlammbewässerung) ist eine künstliche Bewässerungsmethode nach diesem System.

## Genese
Limane sind erdgeschichtlich sehr jung. Sie entstanden im Holozän als Folge der Transgression der Weltmeere. Unter eiszeitlichen Bedingungen lagen die Meeresspiegel um mehrere Meter tiefer. Durch Erosion hatten Flüsse Täler gebildet. Als der Meeresspiegel nacheiszeitlich anstieg, wurden die am niedrigsten gelegenen Teile dieser Täler überflutet, womit Rias geschaffen wurden. Im Fall des Schwarzen Meeres geschah dies um 7500 v. Chr.; nachdem sich der neue Wasserstand stabilisiert hatte, setzte die Bildung von Ausgleichsküsten ein und Nehrungen trennten die Rias vom offenen Meer ab. Dies ließ wiederum die Limane entstehen, die ihr überschüssiges, aus den Zuflüssen stammendes Wasser jeweils durch ein Tief wie bspw. die Dnister-Passage ans offene Meer abgeben.
An den Mündungen der Flüsse in die Limane kommt es zudem durch die Abnahme der Strömungsgeschwindigkeit (siehe Hjulström-Diagramm) zum Prozess der Sedimentation, die in den Gewässern mitgeführte Fracht füllt die Limane folglich auf. Besonders große Flüsse wie Donau und Dnepr hatten sich ausgedehnte Täler geschaffen und mündeten dadurch auch in entsprechend große Rias bzw. Limane, die abhängig von der Sedimentfracht im Verlauf der vergangenen Jahrtausende teils oder auch schon vollständig aufgefüllt wurden. Als mit Abstand wasserreichster Zufluss des Schwarzen Meeres hat die Donau in dieser Zeit ein großes Flussdelta (siehe Biosphärenreservat Donaudelta) ausgebildet und ihre Ria damit komplett aufgefüllt. Zudem trennte sie dadurch mehrere Limane vom Meer ab, deren Zuflüsse weniger Sediment mitführten und ihre Limane folglich noch nicht aufgefüllt haben, zum Beispiel der Jalpuhsee. Ließe man der Natur freien Lauf, könnte sich dieser Prozess innerhalb der kommenden Jahrtausende am Dnipro-Bug-Liman wiederholen, wo die Deltabildung des Dnipro schneller als die des Südlichen Bugs voranschritt, dessen Mündungsarm folglich durch das Dnipro-Delta vom offenen Meer abgeschnitten würde.
Auch andere Flüsse haben ihre Rias bzw. Limane bereits großteils aufgefüllt, so der Rioni in der Kolchischen Tiefebene in Georgien, nahe dessen Mündung als Rest eines Limans noch der Paliastomi-See besteht, der Donau-Nebenfluss Pruth, in dessen Tal sich ebenfalls als Rest eines einstigen Schwarzmeer-Ausläufers der Beleu-See erhalten hat, und auch der Kızılırmak in Anatolien, der in einem ausgeprägten Delta ins Schwarze Meer strömt. Der Kuban, der von Süden ins Asowsche Meer fließt, hat mit seinem Delta ähnlich wie die Donau mehrere Limane vom offenen Meer abgetrennt. Das fortschreitende Dnister-Delta teilte einen heute durch den Kutschurhan-Stausee überfluteten Liman vom Dnister-Liman ab, womit der Dnister den Kutschurhan zu seinem Nebenfluss machte und insofern den Zustand vor der Transgression wiederherstellte. Auch der sehr flache Nordostteil des Asowschen Meeres, die Bucht von Taganrog, ist eine überflutete vormalige Flussniederung, die durch die Deltabildung an der Don-Mündung teils aufgefüllt wurde. Allerdings handelt es sich hierbei nicht um einen Liman, da es strömungsbedingt nicht zur Bildung von Nehrungen kam, die die Bucht fast vollständig vom offenen Meer trennen.
Den Limanen sehr ähnlich in ihrer Entstehung sind auch mehrere geomorphologische Formen am Nordrand des Marmarameers. Das Goldene Horn in Istanbul ist ebenfalls ein nachträglich überflutetes Flusstal, bei dem sich aufgrund der Strömungsverhältnisse im Bosporus allerdings keine Nehrung bildete. Im Westen Istanbuls liegen die limanartigen Seen Küçükçekmece Gölü und Büyükçekmece Gölü, wobei letzterer durch ein Staubauwerk einen höheren Wasserstand aufweist.

## Limane am Schwarzen Meer
Ukraine

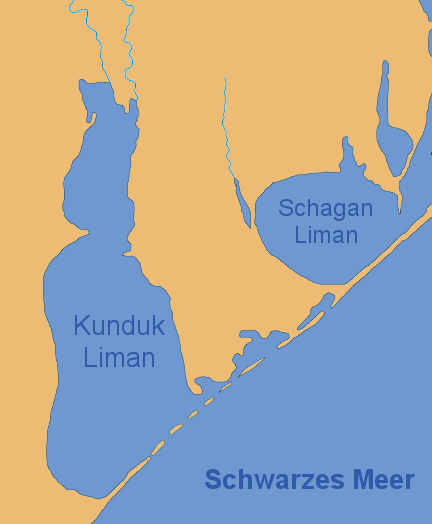
Kunduk-Liman und Schagan-Liman

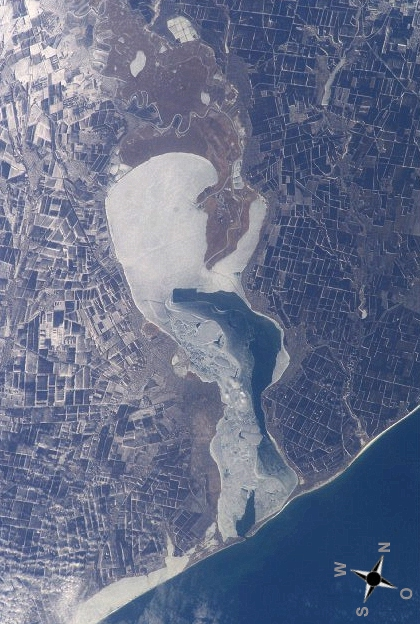
Der Dnister-Liman, großenteils von Eis bedeckt

- Dnepr-Bug-Liman (mit 750 km² Fläche der größte)
- Kunduk-Liman (Sassyksee)
- Schagan-Liman
- Alibei-Liman
- Dnister-Liman
- Budaki-Liman
- Kutschurgan-Liman
- Beresan-Liman
- Tylihul-Liman
- Mius-Liman (s. Mius)

Rumänien (Nord-Dobrudscha)
- Lacul Siutghiol
- Lacul Golovița
- Lacul Sinoe
- Lacul Razim

Bulgarien
- bei Durankulak – Durankulak-See (bulgarisch Дуранкулашко езеро; Fläche ca. 4 km²) und Schabla-See, mit einem großen Feuchtgebiet, ein sehr wichtiges Biotop, unter anderem das Hauptüberwinterungsgebiet der Rothalsgans.
- Warnasee
- Pomorie-See
- Burgas-See
- Atanasow-See
- Mandra-See